# Broyes (Oise)
Pour la commune de la Marne, voir Broyes (Marne). Pour l'homophonie, voir Broye.
Broyes est une commune française située dans le département de l'Oise en région Hauts-de-France.
Ses habitants sont appelés les Broyens et les Broyennes.

## Géographie

### Description
Broyes est un village rural du Santerre dans l'Oise, limitrophe du département de la Somme, situé à 8 km au sud-est de Montdidier (Somme), 36 km au nord-est de Compiègne et au nord-est de Beauvais et  32 km au sud-ouest d'Amiens.
Il est desservi par l'ancienne route nationale 30.
Au début du XIXe siècle, on indiquait que « le territoire de faible étendue, traversé de l'ouest à l'est par le vallon du Cardonnoy, comprend vers le nord Io mont-Soufflard, ce qui imprime à l'ensemble du pays un aspect montagneux ».

### Communes limitrophes
|             | Villers-Tournelle Somme | Fontaine-sous-Montdidier Somme |
| Sérévillers | Broyes                  | Le Cardonnois Somme            |
|             | Plainville              | Welles-Pérennes                |

### Hydrographie
La commune est située dans le bassin Artois-Picardie. Elle n'est drainée par aucun cours d'eau.

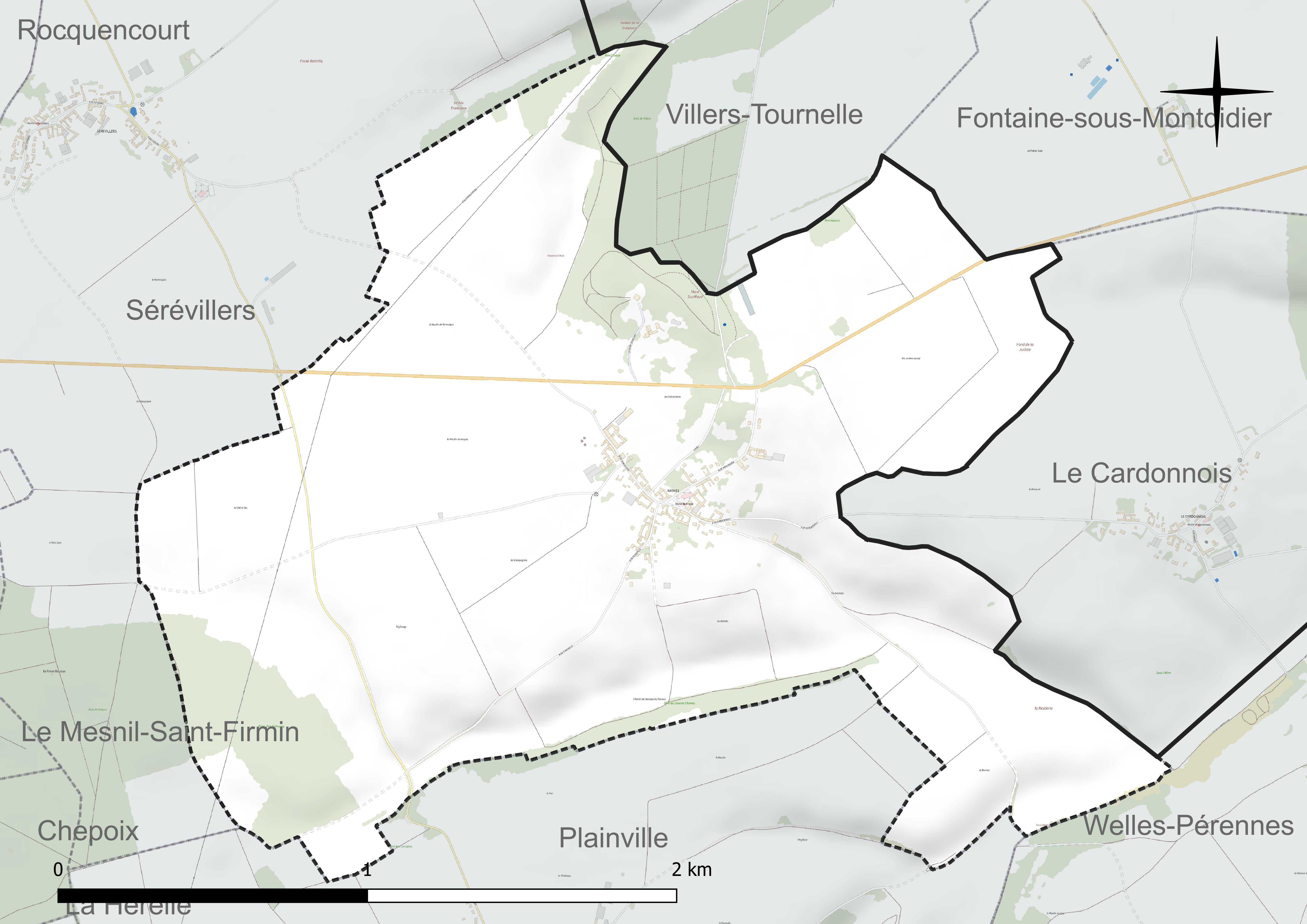
Réseau hydrographique de Broyes.

### Climat
Pour des articles plus généraux, voir Climat des Hauts-de-France et Climat de l'Oise.
En 2010, le climat de la commune est de type climat océanique dégradé des plaines du Centre et du Nord, selon une étude du CNRS s'appuyant sur une série de données couvrant la période 1971-2000. En 2020, Météo-France publie une typologie des climats de la France métropolitaine dans laquelle la commune est exposée à un climat océanique et est dans la région climatique Nord-est du bassin Parisien, caractérisée par un ensoleillement médiocre, une pluviométrie moyenne régulièrement répartie au cours de l'année et un hiver froid (3 °C).
Pour la période 1971-2000, la température annuelle moyenne est de 10,4 °C, avec une amplitude thermique annuelle de 14,2 °C. Le cumul annuel moyen de précipitations est de 699 mm, avec 11,3 jours de précipitations en janvier et 8,1 jours en juillet. Pour la période 1991-2020, la température moyenne annuelle observée sur la station météorologique la plus proche, située sur la commune de Rouvroy-les-Merles à 7 km à vol d'oiseau, est de 10,7 °C et le cumul annuel moyen de précipitations est de 647,9 mm,. Pour l'avenir, les paramètres climatiques de la commune estimés pour 2050 selon différents scénarios d'émission de gaz à effet de serre sont consultables sur un site dédié publié par Météo-France en novembre 2022.

## Urbanisme

### Typologie
Au 1er janvier 2024, Broyes est catégorisée commune rurale à habitat dispersé, selon la nouvelle grille communale de densité à sept niveaux définie par l'Insee en 2022.
Elle est située hors unité urbaine et hors attraction des villes,.

### Occupation des sols
L'occupation des sols de la commune, telle qu'elle ressort de la base de données européenne d'occupation biophysique des sols Corine Land Cover (CLC), est marquée par l'importance des territoires agricoles (89,2 % en 2018), une proportion identique à celle de 1990 (89,2 %). La répartition détaillée en 2018 est la suivante : 
terres arables (77,6 %), zones agricoles hétérogènes (11,6 %), forêts (10,8 %). L'évolution de l'occupation des sols de la commune et de ses infrastructures peut être observée sur les différentes représentations cartographiques du territoire : la carte de Cassini (XVIIIe siècle), la carte d'état-major (1820-1866) et les cartes ou photos aériennes de l'IGN pour la période actuelle (1950 à aujourd'hui).

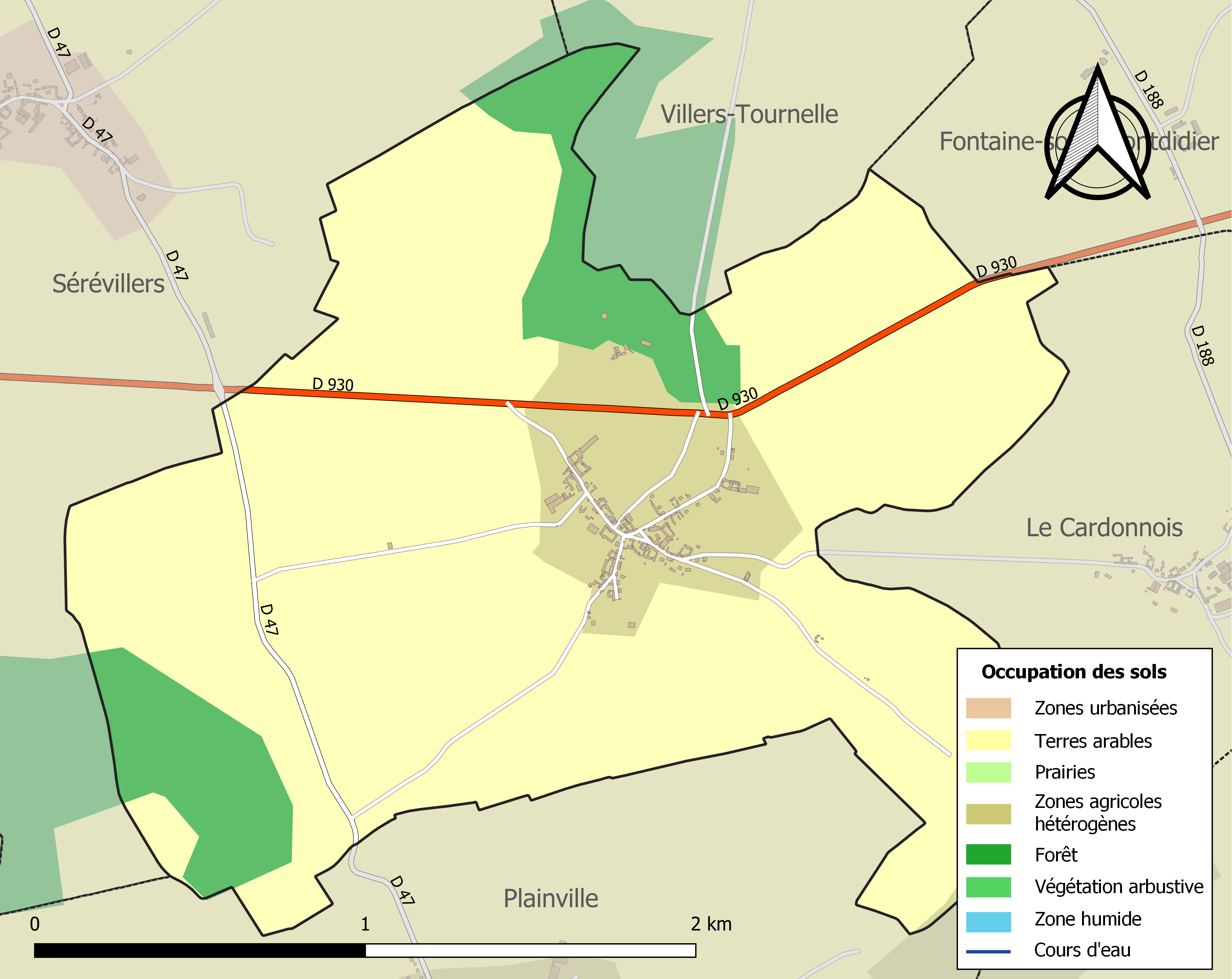
Carte des infrastructures et de l'occupation des sols de la commune en 2018 (CLC).

### Habitat et logement
En 2018, le nombre total de logements dans la commune était de 77, alors qu'il était de 68 en 2013 et de 60 en 2008.
Parmi ces logements, 84,3 % étaient des résidences principales, 6 % des résidences secondaires et 9,6 % des logements vacants. Ces logements étaient pour 93,3 % d'entre eux des maisons individuelles et pour 6,7 % des appartements.
Le tableau ci-dessous présente la typologie des logements à Broyes en 2018 en comparaison avec celle de l'Oise et de la France entière. Une caractéristique marquante du parc de logements est ainsi une proportion de résidences secondaires et logements occasionnels (6 %) supérieure à celle du département (2,5 %) et à celle de la France entière (9,7 %). Concernant le statut d'occupation de ces logements, 72,1 % des habitants de la commune sont propriétaires de leur logement (75,4 % en 2013), contre 61,4 % pour l'Oise et 57,5 pour la France entière.
| Typologie                                               | Broyes | Oise | France entière |
| ------------------------------------------------------- | ------ | ---- | -------------- |
| Résidences principales (en %)                           | 84,3   | 90,4 | 82,1           |
| Résidences secondaires et logements occasionnels (en %) | 6      | 2,5  | 9,7            |
| Logements vacants (en %)                                | 9,6    | 7,1  | 8,2            |

### Voies de communication et transports
La commune est desservie, en 2023, par les lignes 619, 624, 6122 et 6304 du réseau interurbain de l'Oise.

## Toponymie
Le nom de la localité est attesté sous les formes Broiæ et Broioe (1103) ; Broyoe (1104) ; apud Broyas (1164) ; sel jehan de broies (XIVe) ; Breex (1476) ; Broies (XVe) ; Broye (vers 1515) ; le Brouey (1667) ; Broyes (1840).
Le pluriel du gaulois -briga-, « mont, forteresse ».

## Histoire
Louis Graves relate que « la terre de Broyes fut donnée en 1476, avec celles du Cardonnoy et de Sourdon, à Jean d'Estouteville, grand-maître des arbalétriers, malgré l'opposition du vidame d'Amiens ».
En 1843, la commune était propriétaire d'une école, ainsi que du presbytère, qui lui avait été donnée en 1809 par M. Renard. On comptait sur l'étendue du territoire communal deux moulins à vent et une cendrière.
Le village a subi d'importantes destructions lors de la Première Guerre mondiale et a  été décoré de la Croix de guerre 1914-1918, le 21 février 1921.

## Politique et administration

### Rattachements administratifs et électoraux
La commune se trouve dans l'arrondissement de Clermont du département de l'Oise. Pour l'élection des députés, elle fait partie de la première circonscription de l'Oise.
Elle faisait partie depuis 1802 du canton de Breteuil. Dans le cadre du redécoupage cantonal de 2014 en France, la commune rejoint le canton de Saint-Just-en-Chaussée.

### Intercommunalité
La commune faisait partie de la communauté de communes des Vallées de la Brèche et de la Noye créée fin 1992.
Dans le cadre des dispositions de la loi portant nouvelle organisation territoriale de la République (Loi NOTRe) du 7 août 2015, qui prévoit que les établissements publics de coopération intercommunale (EPCI) à fiscalité propre doivent avoir un minimum de 15 000 habitants, le préfet de l'Oise a publié en octobre 2015 un projet de nouveau schéma départemental de coopération intercommunale, qui prévoit la fusion de plusieurs intercommunalités, et notamment celle de Crèvecœur-le-Grand (CCC) et celle des Vallées de la Brèche et de la Noye (CCVBN), soit une intercommunalité de 61 communes pour une population totale de 27 196 habitants.
Après avis favorable de la majorité des conseils communautaires et municipaux concernés, cette intercommunalité dénommée communauté de communes de l'Oise picarde et dont la commune est désormais membre, est créée au 1er janvier 2017.

### Liste des maires
| Période                                  | Période                       | Identité           | Étiquette | Qualité                                     |
| ---------------------------------------- | ----------------------------- | ------------------ | --------- | ------------------------------------------- |
| Les données manquantes sont à compléter. |                               |                    |           |                                             |
| mars 2001                                | En cours (au 2 décembre 2020) | Thierry Vandeputte | DVD       | Agriculteur Réélu pour le mandat 2020-2026, |

## Équipements et services publics
Les enfants de la commune sont scolarisés avec ceux de Bacouël, Plainville, Le Mesnil-Saint-Firmin, Rocquencourt, Sérévillers et Tartigny au sein d'un regroupement pédagogique concentré dont l'école située à Bacouël porte le nom de La Malvina. Certains vont aux écoles privées de Breteuil ou de Montdidier.
Ils poursuivent leur scolarité au collège Compère Morel à Breteuil puis au lycée Jean Racine à Montdidier.

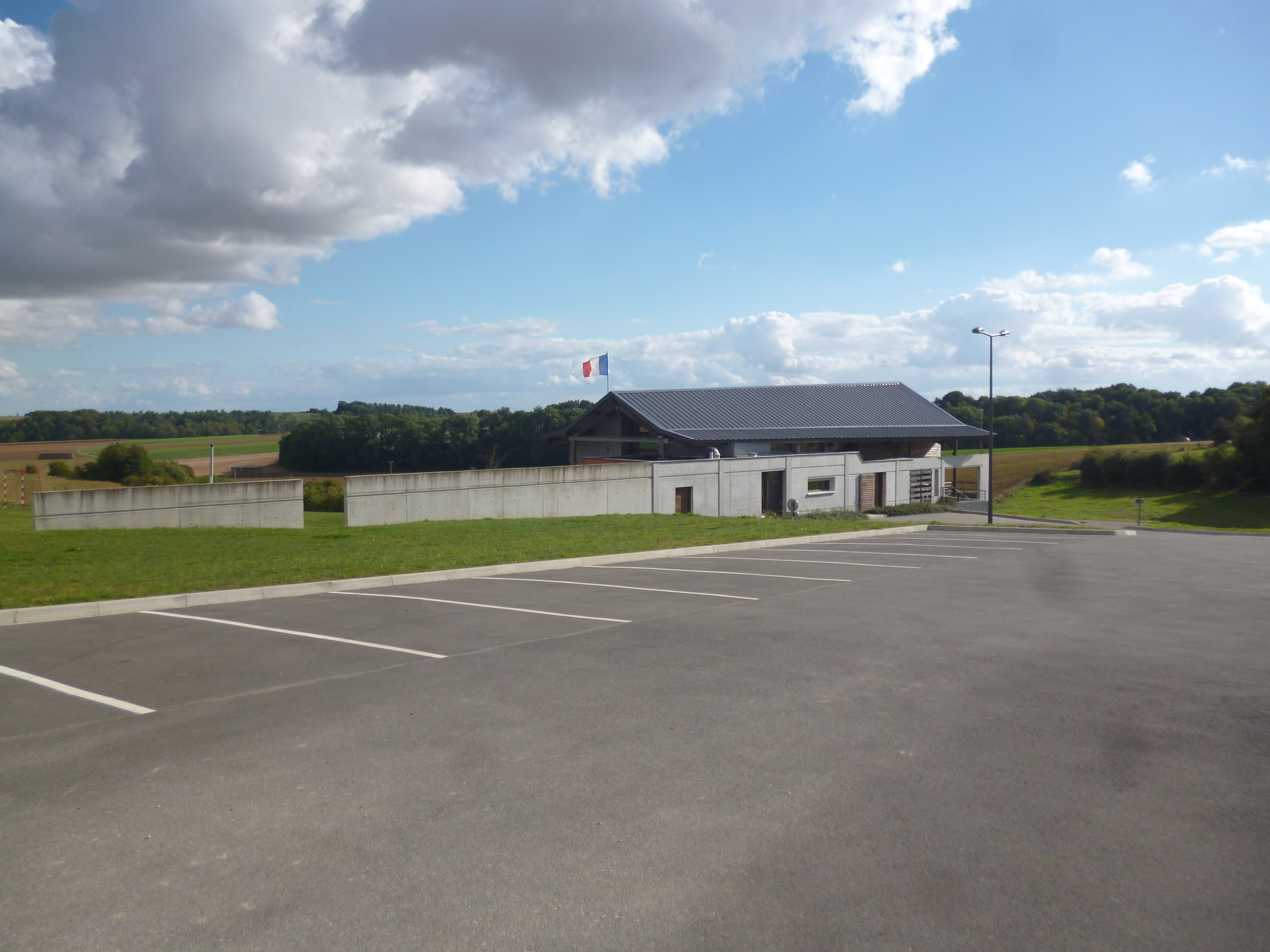
La salle associative.

## Population et société

### Démographie

#### Évolution démographique
L'évolution du nombre d'habitants est connue à travers les recensements de la population effectués dans la commune depuis 1793. Pour les communes de moins de 10 000 habitants, une enquête de recensement portant sur toute la population est réalisée tous les cinq ans, les populations de référence des années intermédiaires étant quant à elles estimées par interpolation ou extrapolation. Pour la commune, le premier recensement exhaustif entrant dans le cadre du nouveau dispositif a été réalisé en 2004.

En 2022, la commune comptait 143 habitants, en évolution de −20,99 % par rapport à 2016 (Oise : +0,87 %, France hors Mayotte : +2,11 %).
| 1793 | 1800 | 1806 | 1821 | 1831 | 1836 | 1841 | 1846 | 1851 |
| ---- | ---- | ---- | ---- | ---- | ---- | ---- | ---- | ---- |
| 458  | 428  | 443  | 415  | 377  | 381  | 367  | 381  | 378  |

| 1856 | 1861 | 1866 | 1872 | 1876 | 1881 | 1886 | 1891 | 1896 |
| ---- | ---- | ---- | ---- | ---- | ---- | ---- | ---- | ---- |
| 358  | 305  | 302  | 293  | 260  | 235  | 221  | 219  | 182  |

| 1901 | 1906 | 1911 | 1921 | 1926 | 1931 | 1936 | 1946 | 1954 |
| ---- | ---- | ---- | ---- | ---- | ---- | ---- | ---- | ---- |
| 201  | 190  | 175  | 103  | 161  | 133  | 134  | 137  | 177  |

| 1962 | 1968 | 1975 | 1982 | 1990 | 1999 | 2004 | 2006 | 2009 |
| ---- | ---- | ---- | ---- | ---- | ---- | ---- | ---- | ---- |
| 170  | 130  | 149  | 145  | 124  | 112  | 128  | 134  | 157  |

| 2014 | 2019 | 2022 | - | - | - | - | - | - |
| ---- | ---- | ---- | - | - | - | - | - | - |
| 180  | 153  | 143  | - | - | - | - | - | - |

#### Pyramide des âges
La population de la commune est relativement jeune.
En 2018, le taux de personnes d'un âge inférieur à 30 ans s'élève à 41,2 %, soit au-dessus de la moyenne départementale (37,3 %). À l'inverse, le taux de personnes d'âge supérieur à 60 ans est de 18,3 % la même année, alors qu'il est de 22,8 % au niveau départemental.
En 2018, la commune comptait 74 hommes pour 88 femmes, soit un taux de 54,32 % de femmes, largement supérieur au taux départemental (51,11 %).
Les pyramides des âges de la commune et du département s'établissent comme suit.
| Hommes | Classe d’âge | Femmes |
| ------ | ------------ | ------ |
| 0,0    | 90 ou +      | 1,2    |
| 2,9    | 75-89 ans    | 6,0    |
| 15,7   | 60-74 ans    | 10,8   |
| 20,0   | 45-59 ans    | 14,5   |
| 27,1   | 30-44 ans    | 20,5   |
| 12,9   | 15-29 ans    | 20,5   |
| 21,4   | 0-14 ans     | 26,5   |

| Hommes | Classe d’âge | Femmes |
| ------ | ------------ | ------ |
| 0,5    | 90 ou +      | 1,4    |
| 5,5    | 75-89 ans    | 7,6    |
| 15,6   | 60-74 ans    | 16,3   |
| 20,8   | 45-59 ans    | 20     |
| 19,4   | 30-44 ans    | 19,4   |
| 17,6   | 15-29 ans    | 16,2   |
| 20,6   | 0-14 ans     | 19,1   |

## Culture locale et patrimoine

### Lieux et monuments
- Église Saint-Nicolas : le portail, et le lambris de la nef, qui ne comporte qu'un seul bas-côté, au sud, avec lequel elle communique par trois arcades qui retombent par pénétration dans les piles circulaires, datent de 1534. Le clocher-porche, légèrement antérieur, a été restauré  par la suite avec des briques. La nef est dotée d'une charpente en carène de bateau, et, à son 'extrémité nord se trfouve une  arcade, qui communique aujourd'hui avec la sacristie, mais était reliée autrefois à une chapelle seigneuriale
Détruit pendant la Première Guerre mondiale, le chœur a été reconstruit en brique et pierre entre 1924 et 1927 en s'inspirant du précédent, qui était du XVIe siècle, mais avec des fenêtres de style gothique rayonnant. Les vitraux, réalisés en 1927, sont de Raoul Lefèvre
L'autel du chœur est de style néo-gothique et celui du bas-côté, date du XVIIIe siècle[32]. 
Une croix de procession et un ensemble de chasubles et de cinq chables se trouvant dans l'édifice y sont classés monument historique.

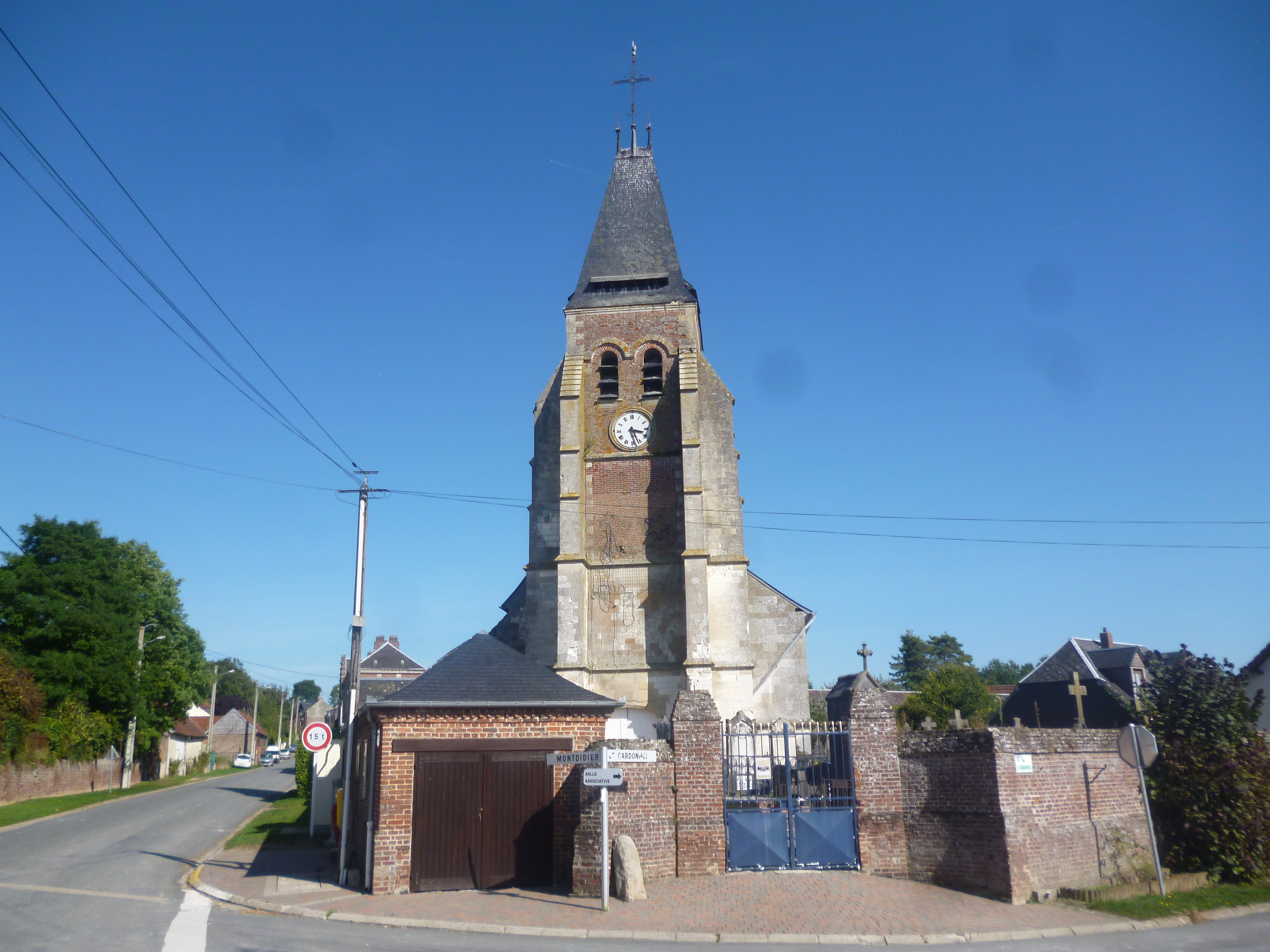
L'église
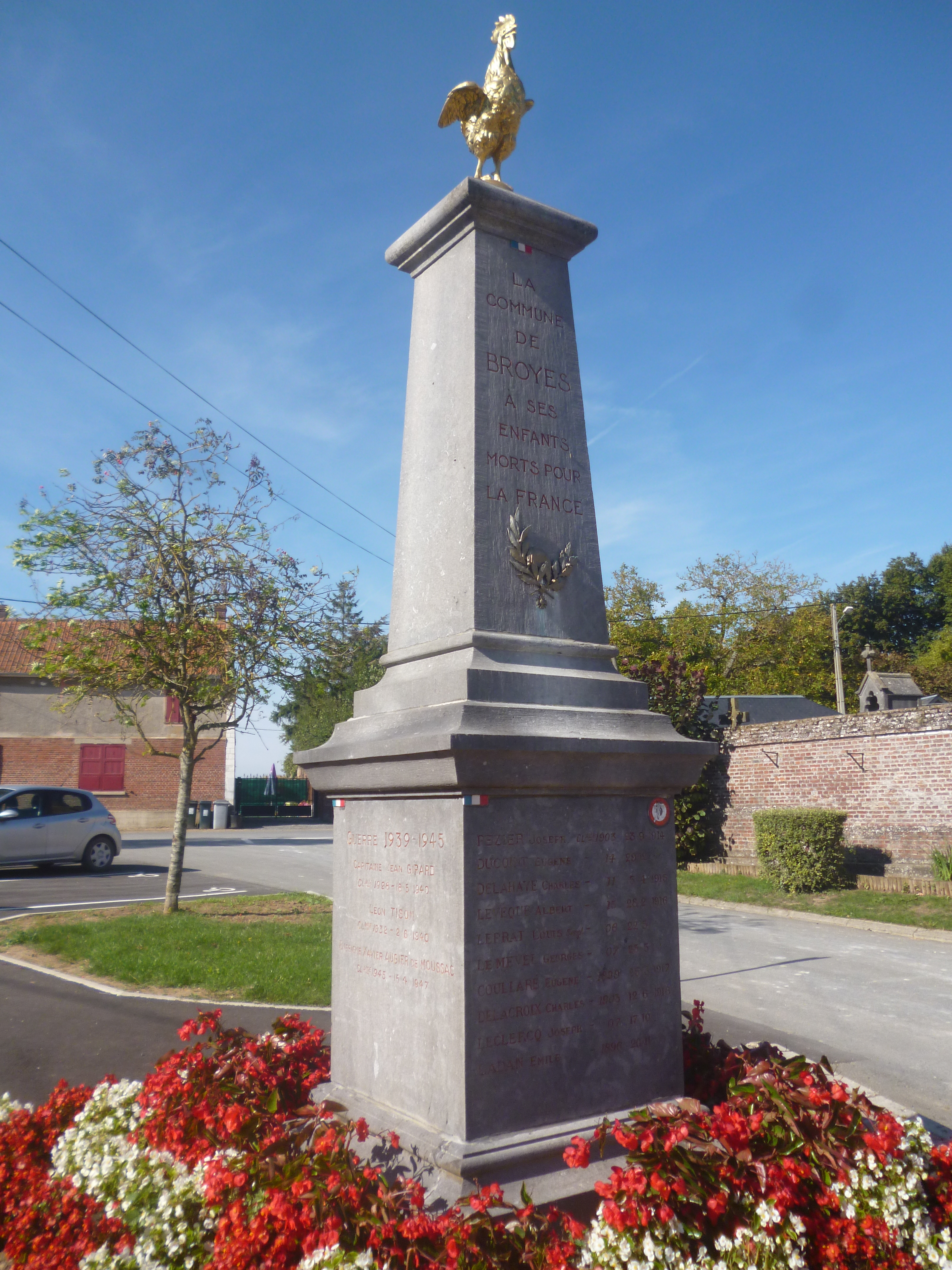
Le monument aux morts.
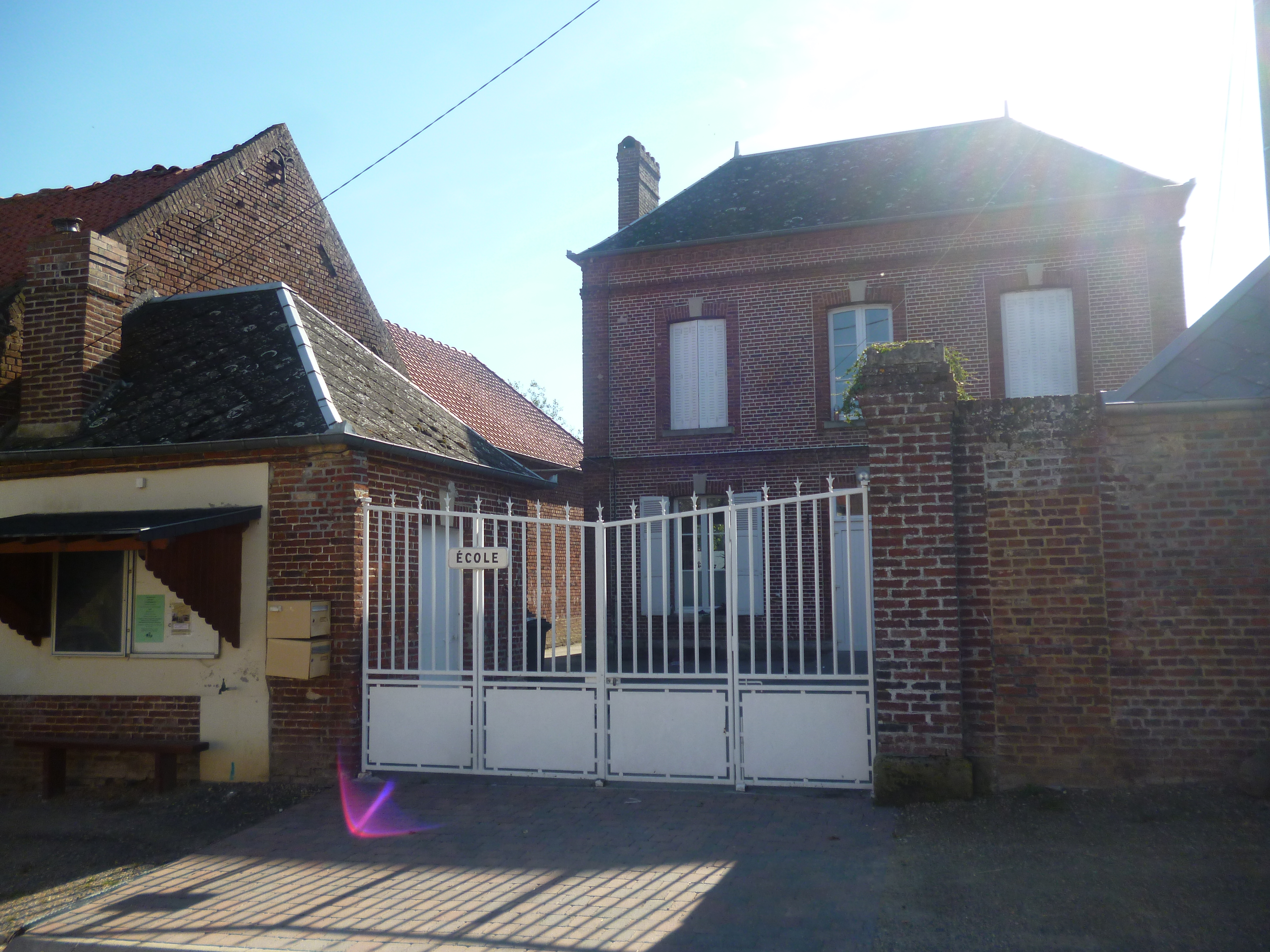
L'ancienne école.
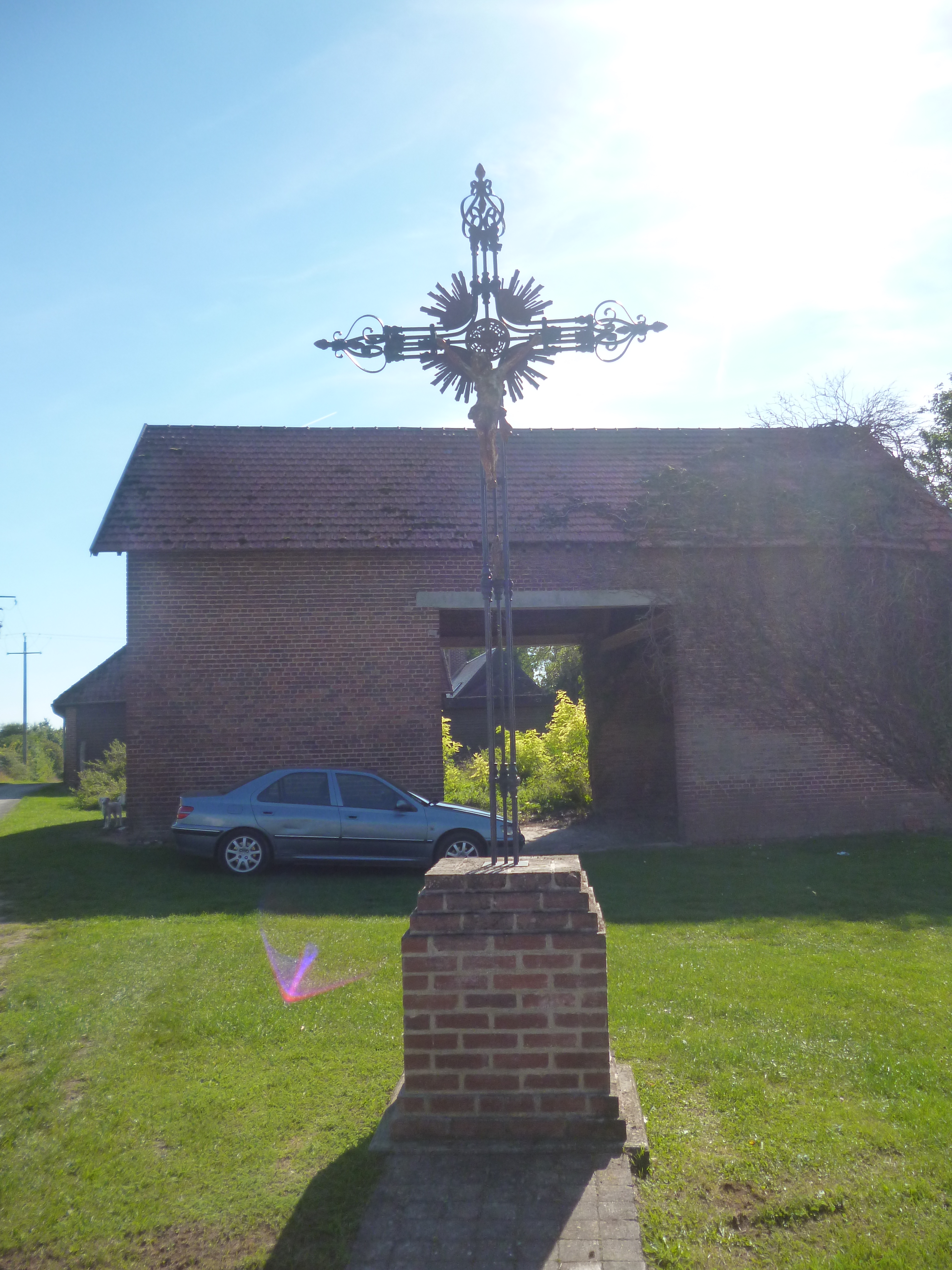
Quatre croix de chemin.
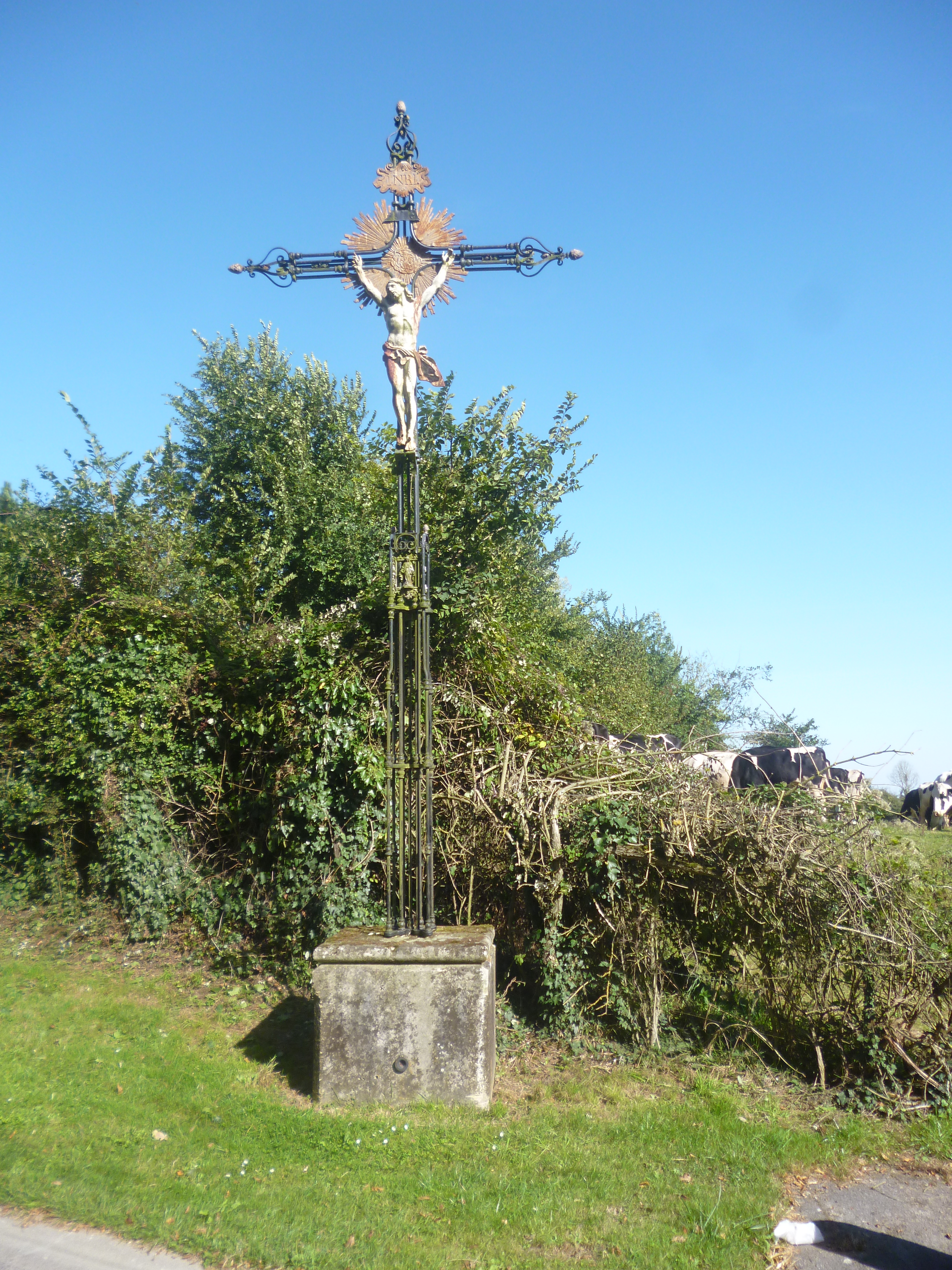
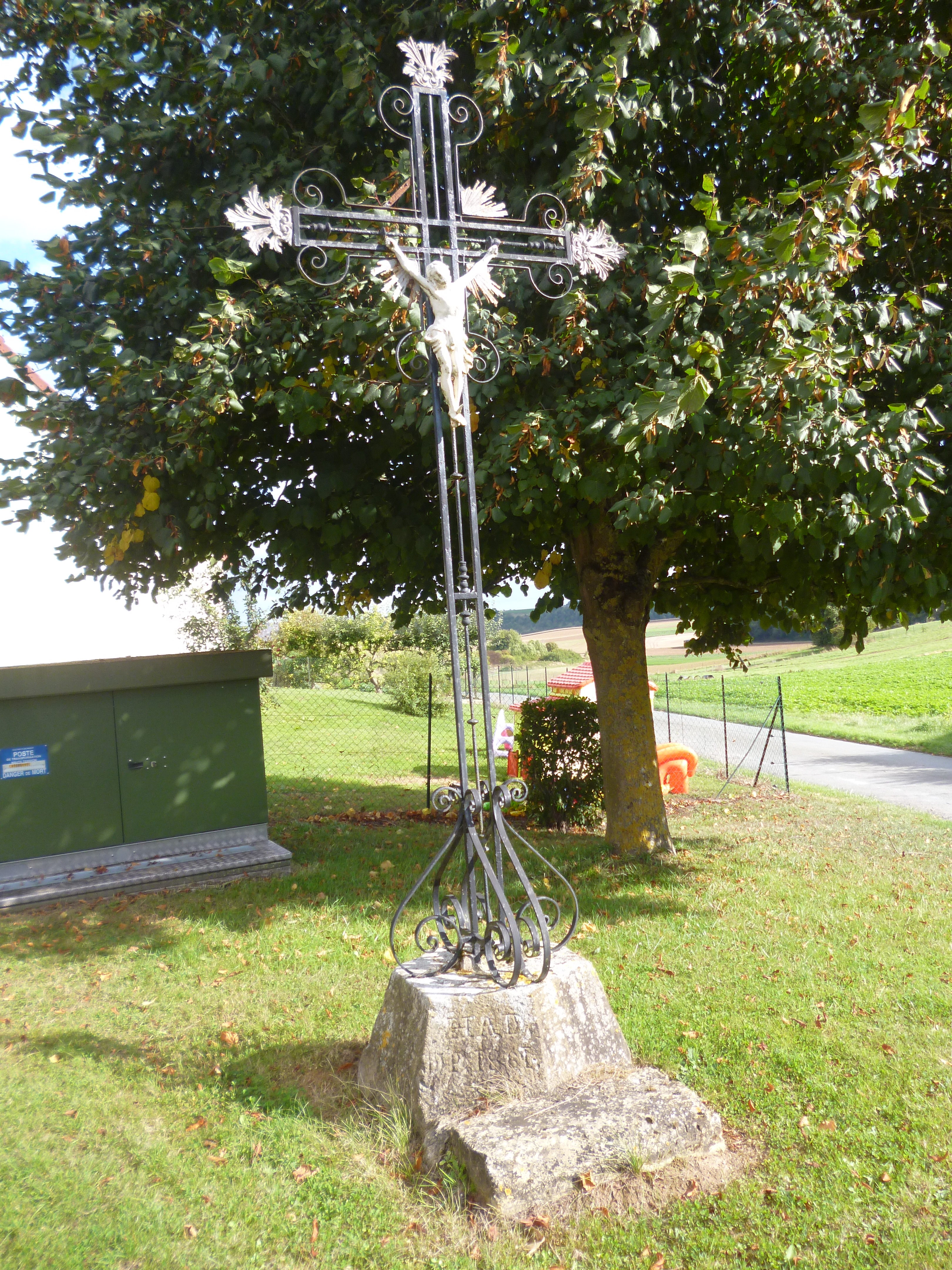
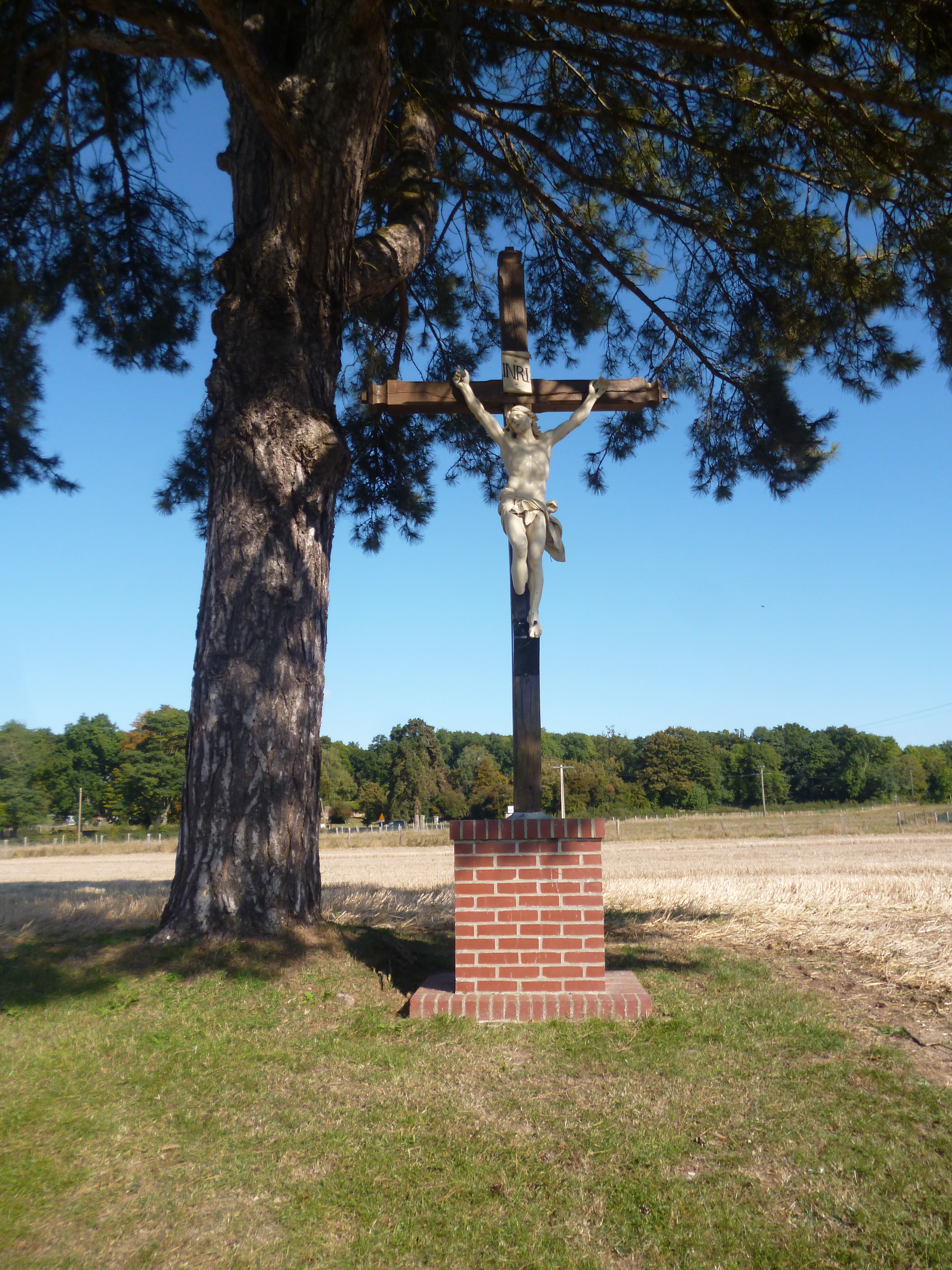